# Castra ad Fluvium Frigidum

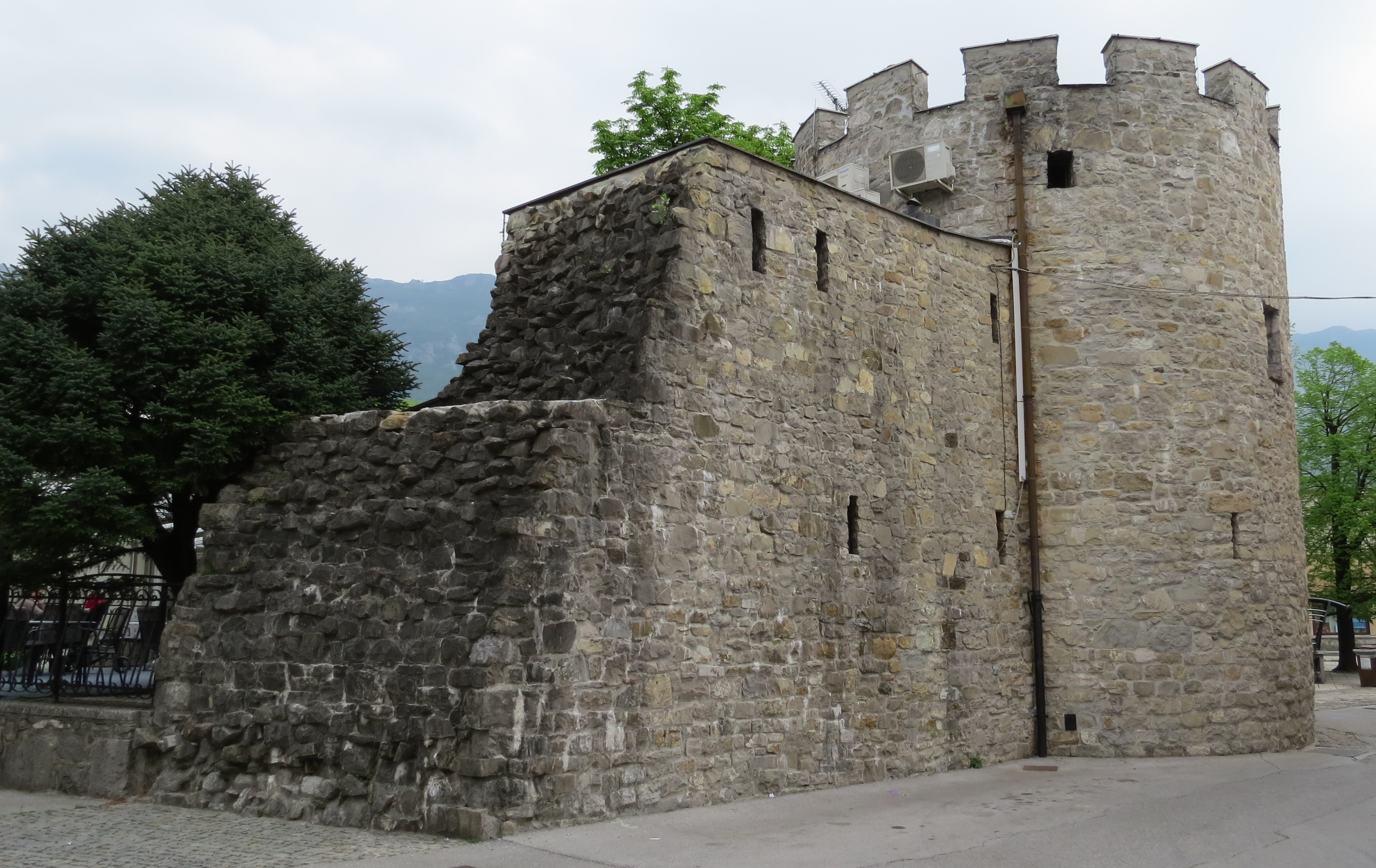
Restos de la antigua Castra romana

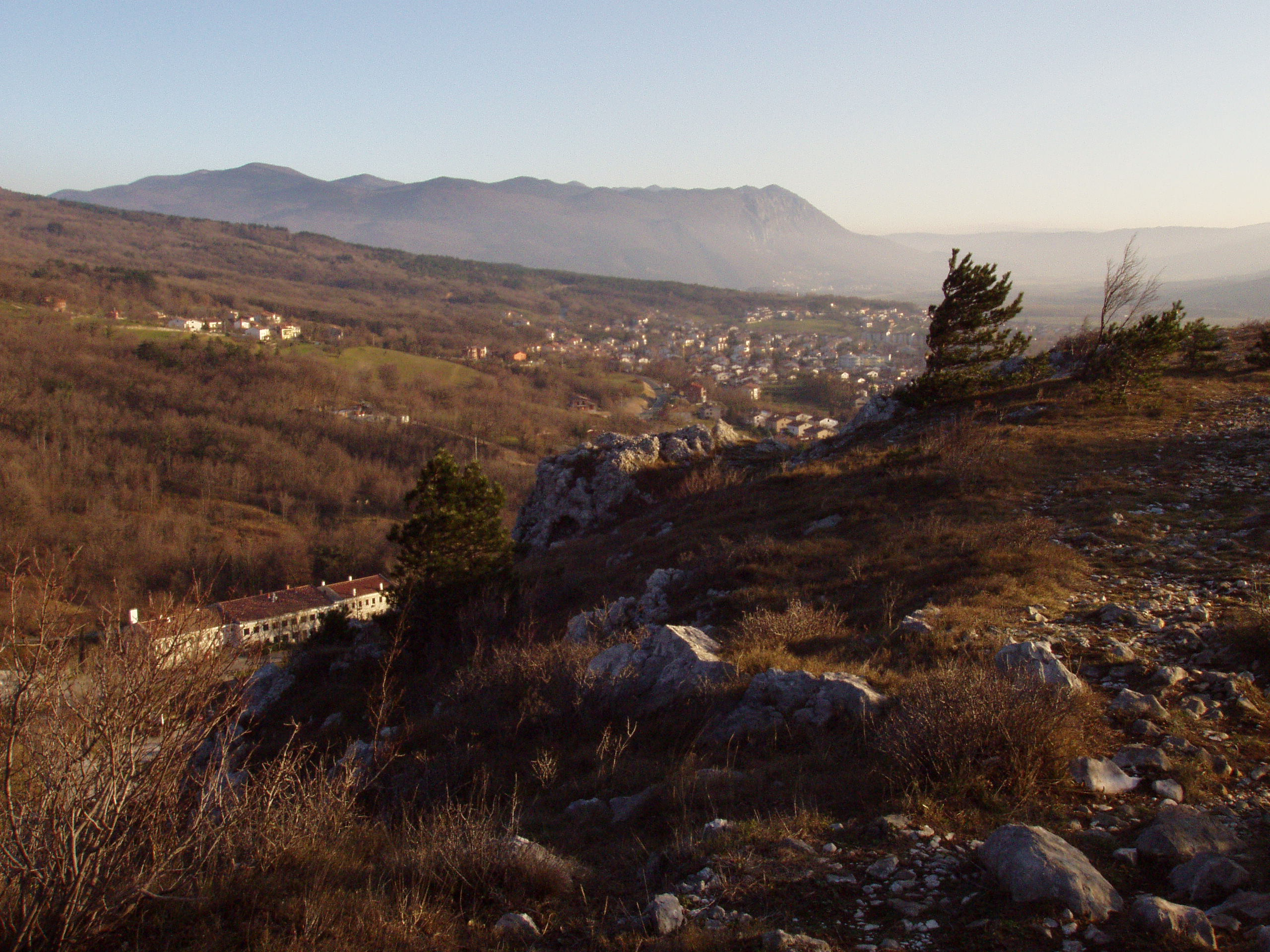
El valle de Vipava con Ajdovščina

Castra ad Fluvium Frigidum (en latín para 'Fortaleza junto al río frío'), también llamada simplemente Castra (esloveno: Kastra), y mencionada como mutatio Castra (estación de relevo de Castra) en el Itinerarium Burdigalense, era una fortaleza tardorromana (castrum) que constituía el centro de Claustra Alpium Iuliarum, un sistema defensivo romano antiguo de murallas y torres que se extendía desde el valle de Gail (actual Carintia, Austria) hasta la cordillera de Učka (actual Croacia). En sus terrenos se desarrolló el asentamiento mercantil bajomedieval de Ajdovščina.
La fortaleza se construyó en los terrenos de un asentamiento paleorromano junto a la confluencia del río Hubelj y el arroyo Lokavšček, en el valle de Vipava (actualmente en el suroeste de Eslovenia), a lo largo de la calzada Vía Gemina de Aquileia a Emona, a principios del año 270. Tenía una guarnición y un mando militar permanente. En las fuentes antiguas, se relaciona con la batalla del Frigido, entre el ejército del emperador oriental Teodosio I y el ejército del gobernante romano occidental Eugenio, en el año 394, aunque tuvo un papel secundario, ya que probablemente sólo se utilizó para el campamento de la infantería de Eugenio. Aparece en el registro del siglo V Notitia Dignitatum. Fue demolido por Atila, el gobernante de los hunos, en el año 451.
La fortaleza en forma de polígono irregular tenía una muralla defensiva (llamada en esloveno 'Boštajna' ) y catorce torres defensivas. Su ancho era c. 220 m, su longitud era c. 160 m, y su perímetro completo era c. 600 m. La pared tenía un espesor de 3.4 m. Las torres cuadradas tenían una altura de al menos 6 m . Se conservan siete torres y una parte de la muralla. Una zanja rodeaba la fortaleza. Se ha llevado a cabo una extensa investigación arqueológica en el sitio. Además de las ruinas ya conocidas, se han descubierto varias urnas y tumbas con esqueletos, termas romanas más pequeñas con caldarium y, en septiembre de 2016, la undécima torre defensiva.